# 牛津高中枪击案
2021年11月30日，美國密歇根州底特律遠郊牛津镇的牛津高中發生一起槍擊案，該校15岁的高二学生向同校學生開火，造成四名学生死亡，七人受伤，其中包括一名教师。兇手行兇不久後被警方逮捕。兇手被控一級謀殺罪及恐怖主義引致死亡等罪名。同時兇手的父母被控犯下非自願過失殺人罪而在底特律被逮捕。
2023年12月9日，主犯伊森·克鲁布利（Ethan Crumbley）被判终身监禁，不得假释。
2024年2月6日，伊森·克鲁布利的母亲过失杀人罪被判成立。

## 案發前
在案發前4日，涉案少年陪同父親到槍械店購買涉案手槍，其母親則在社交媒體表示手槍是給兒子的聖誕禮物。之後數日，牛津高中一名教师曾看到兇手利用手机上网搜索手枪弹药，校方联系了其父母，但其父母無任何反應。兇手母亲還发短信给儿子表示自己沒有生气，要其子学会不被抓到。而在案發當日早上，老師在少年桌子上發現一幅畫，畫了手槍、子彈及中槍流血的人，並寫有血濺四方的字句。隨即老師約見父母，要求他們48小時內帶兒子接受心理諮詢，但父母拒絕帶兒子回家，亦沒有查看他的背包，兒子之後返回課室就向同學開槍。